# Kadoka
La ville de Kadoka est le siège du comté de Jackson, dans l’État du Dakota du Sud, aux États-Unis. Lors du recensement de 2010, sa population s’élevait à 654 habitants. La municipalité s'étend sur 2,31 milles carrés (5,98 km2).
La ville est fondée en 1906 lors de l'arrivée du Milwaukee Railroad, depuis Chamberlain. Son nom provient du mot sioux Kakloka, qui signifie « ouverture » ou « trou dans le mur » et fait référence à sa localisation à l'entrée des Badlands.

## Démographie
| 1910 | 1920 | 1930 | 1940 | 1950 | 1960 |
| ---- | ---- | ---- | ---- | ---- | ---- |
| 222  | 341  | 385  | 464  | 584  | 840  |

| 1970 | 1980 | 1990 | 2000 | 2010 | - |
| ---- | ---- | ---- | ---- | ---- | - |
| 815  | 832  | 736  | 706  | 654  | - |